# BBC Radio 1971–1974
BBC Radio 1971–1974 – podwójny koncertowy album zespołu Soft Machine nagrany pomiędzy 1971 a 1974 r. i wydany na cyfrowym nośniku (CD) w 2003 roku. Kontynuacja BBC Radio 1967–1971.

## Historia i charakter albumu
To dwudyskowe wydawnictwo jest świadectwem dalszej ewolucji Soft Machine, zwłaszcza jako zespołu koncertowego. Po odejściu Roberta Wyatta w 1971 r. w ciągu następnych czterech lat zespół uległ tak częstym zmianom, że jedynym muzykiem, który przetrwał te zmiany, był Mike Ratledge.
Główną linią ewolucyjną Soft Machine w tym okresie było przechodzenie ze stylu freejazowego prezentowanego w 1971 r. do jazz rocka, czyli fusion, który stał się dominującym stylem grupy w 1974 r.
Robert Wyatt został zastąpiony przez australijskiego perkusistę Phila Howarda, którego styl gry niezbyt pasował Ratledge'owi i Hopperowi i został zamieniony na Johna Marshalla, który pozostał w zespole właściwie do jego rozwiązania.
Następnym muzykiem, który opuścił grupę był saksofonista Elton Dean. Jedną z przyczyn jego odejścia było zwolnienie Phila Howarda, którego styl gry bardzo mu odpowiadał. Dean poprowadził swój własny zespół Just Us, w którym na perkusji grał właśnie Howard.
Elton Dean zastąpiony został w czerwcu 1972 r. przez Karla Jenkinsa, muzyka takich zespołów jak Nucleus i Centipede.
W rok później, bo w maju 1973 r., odszedł z zespołu Hugh Hopper do grupy japońskiego perkusisty Stomu Yamashty East Wind.
Został on zastąpiony przez basistę Roya Babbingtona, grającego uprzednio w Delivery, w zespołach Keitha Tippetta i Nucleusie.
Niezwykle cenne są trzy ostatnie nagrania tego wydawnictwa. Są to jedyne dostępne, jak do tej pory, koncertowe nagrania kwintetu, którego członkiem był gitarzysta Alan Holdsworth.

## Muzycy
- Elton Dean – saksofon altowy, saxello [CD 1 – 1, 2, 3]
- Mike Ratledge – organy, elektryczne pianino [wszystkie nagrania]
- Hugh Hopper – gitara basowa [CD 1 – 1-4]
- Phil Howard – perkusja [CD 1 – 1-3]
- Karl Jenkins – saksofony, elektryczne pianino [CD 1 – 4, 5; CD 2 – 1-5]
- John Marshall – perkusja [CD 1 – 4, 5; CD 2 – 1-5]
- Roy Babbington – gitara basowa [CD 1 – 5; CD 2 – 1-5]
- Alan Holdsworth – gitara [CD 2 – 3, 4, 5]

## Spis utworów
Dysk pierwszy
| 1. | As If (Ratledge)                                                | 7:45  |
|    |                                                                 |       |
| 2. | Drop (Ratledge)                                                 | 6:56  |
|    |                                                                 |       |
| 3. | Welcome to Frillsville (Ratledge)                               | 10:33 |
|    |                                                                 |       |
| 4. | Fanfare/All White/MC/Drop (Jenkins//Ratledge//Hopper//Ratledge) | 11:13 |
|    |                                                                 |       |
| 5. | Stanley Stamp's Gibbon Album (Ratledge)                         | 3:33  |
|    |                                                                 |       |
| 6. | Hazard Profile (part 1) (Jenkins)                               | 4:56  |
|    |                                                                 |       |
|    |                                                                 | 44:56 |
|    |                                                                 |       |
Dysk drugi
| 1. | Sinepost (Babbington)                  | 1:47  |
|    |                                        |       |
| 2. | Down the Road (Jenkins)                | 7:34  |
|    |                                        |       |
| 3. | North Point (Marshall/Ratledge)        | 3:00  |
|    |                                        |       |
| 4. | The Man Who Waved at Trains (Ratledge) | 5:41  |
|    |                                        |       |
| 5. | Hazard Profile (parts 1–-4) (Jenkins)  | 16:57 |
|    |                                        |       |
|    |                                        | 34:59 |
|    |                                        |       |

## Opis płyty
Dysk pierwszy
- Data i miejsce nagrania, pierwsza emisja – 15 listopada 1971, Playhouse Theatre, 24 listopada 1971 (1, 2, 3); 11 kwietnia 1972, Maida Vale, Studio 4, 18 lipca 1972 (4); 30 października 1973, Langham 1, 20 listopada 1973.
- Producenci – John Walters (1, 2, 3, 4); Tom Wilson (5)
- Inżynier dźwięku – Bob Conduct (1-5)

Dysk drugi
- Data i miejsce nagrania, pierwsza emisja – 30 października 1973, Langham 1, 20 listopada 1973 (1, 2); 10 czerwca 1974, BBC Radio 3, 26 sierpnia 1974 (3, 4, 5)
- Producent – Tom Wilson (1-5)
- Inżynier dźwięku – Bob Conduct (1-5)

- Programy – John Peel Show (CD 1 – 1-6, CD 2 – 1, 2); Jazz in Britain (CD 2 – 3-5)
- Mastering – Russel Pay
- Studio – The CD Clinic
- Wybór i koordynacja – Jo Murphy dla Hux Records Ltd.
- Projekt całości – www.9thplanetdesign.com
- Tekst we wkładce – Aymeric Leroy
- Długość – 79:15 (CD 1 – 44:57, CD 2 – 34:58)
- Firma nagraniowa – Hux
- Numer katalogowy – Hux 047
- Data wydania – 27 października 2003